# إدسون ريكيلمي
إدسون ريكيلمي (بالإسبانية: Edson Riquelme)‏ هو لاعب كرة قدم ومدرب كرة قدم تشيلي، ولد في 29 أغسطس 1985 في كونثبثيون في تشيلي. لعب مع لوتا شفاغر ‏.

## وصلات خارجية
- إدسون ريكيلمي على موقع Soccerway.com (الإنجليزية)